# شورش در مغرب (۲۰۰۲–اکنون)
شورش اسلامگرایان در منطقه مغرب عربی شمال آفریقا در حال وقوع است. پس از پایان جنگ داخلی الجزایر در سال ۲۰۰۲ گروه شبه‌نظامی الجزایری جماعت سلفی دعوت و قتال با القاعده متحد شد تا در نهایت به گروه القاعده در مغرب اسلامی تبدیل شود. دولت‌های الجزایر و سایر دولت‌های مغرب که با شبه‌نظامیان می‌جنگند، از سال ۲۰۰۷، زمانی که عملیات آزادی پایدار – ماوراء صحرا آغاز شد، با ایالات متحده آمریکا و بریتانیا همکاری کرده‌اند.
در حالی که بهار عربی در ۲۰۱۱ بر تقویت اعتراضات تأثیر گذاشت، فرصت‌های نظامی‌ای را نیز برای جهادی‌ها فراهم کرد. در سال ۲۰۱۲، القاعده در مغرب و متحدان اسلامگرایش، نیمه شمالی کشور مالی را تصرف کردند. آن‌ها تقریباً یک سال این قلمرو را در دست داشتند تا اینکه طی یک مداخله خارجی به رهبری فرانسه، که با عملیات برخانه در سراسر ساحل صحرا، به اجبار از مناطق شهری خارج شدند. در لیبی، داعش توانست برخی از قلمروهای محدود را در طول دومین جنگ داخلی لیبی، در میان اتهامات همکاری محلی با رقیب خود یعنی القاعده در مغرب، کنترل کند.